# Иоанн III Великий Комнин
Иоанн III Великий Комнин (ср.-греч. Ιωάννης Γ΄ Μέγας Κομνηνός; первая половина XIV века, возможно Константинополь — 1362, Синоп) — трапезундский император из династии Великих Комнинов с 4 сентября 1342 по 3 мая 1344 года. Пришёл к власти в результате военного переворота, в ходе которого убили его предшественницу Анну. Отказался поддерживать своих благодетелей — семью Схолариев — и предавался распутству на фоне вторжения тюрков. Был свергнут Никитой Схоларием, который ранее возвёл его на трон, и замещён собственным отцом Михаилом.

## Жизнь до прихода к власти
Будущий император Иоанн III родился в первой половине XIV века. Авторы работы «Византийский словарь» считают, что его рождение можно приблизительно отнести к 1321 году. По предположению современного греческого историка Пенелопы Воугиоуклаки, его местом рождения мог быть город Константинополь, столица Византии. Его отцом был Михаил из династии Великих Комнинов, который был младшим сыном императора Иоанна II Великого Комнина, в связи с чем не стал наследником престола. Первый период своей жизни жил в Константинополе, в изгнании вместе с отцом, который отправился в город к своему дяде, императору Андронику II из династии Палеологов, после воцарения своего брата Алексея II в 1297 году.
3 мая 1330 Алексей II скончался. Ему наследовал его старший сын, ставший императором под именем Андроник III. Однако он проправил менее 2 лет, скончавшись 8 января 1332 года. Его наследником стал несовершеннолетний сын Мануил II, которого уже в следующем месяце сверг дядя Василий. Это привело к началу династической борьбы, в ходе которой в 1340 году на престоле утвердилась Ирина Палеологиня, которая, по мнению многих в империи, была причастна к смерти Василия. Выслав многих Великих Комнинов из страны, она своим недолгим правлением настроила против себя две враждующие фракции. Это привело к началу гражданской войны, по итогам которой на престоле утвердилась старшая дочь Алексея II Анна. Тогда одна из фракций, недовольная правлением Анны, попыталась утвердить на троне отца Иоанна Михаила, однако Анна смогла отразить нападение и заточить Михаила. Тогда аристократия во главе с Никитой Схоларием обратилась к Иоанну, предложив ему корону. Почти год они потратили на то, чтобы уговорить императрицу Анну Савойскую и Алексея Апокавка отпустить с ними Иоанна. 17 августа он отплыл на 3 генуэзских и 2 своих кораблях. Историк Никифор Григора писал, что они плыли в течение 10 дней, после чего оказались в порту Трапезунда. Против них вышли сторонники Анны, однако взбунтовались местные жители, согласно «Византийскому словарю», по наущению Схолариев. 3 сентября 1342 года Анну задушили, а на следующий день город пал.

## Правление
9 сентября Иоанна короновали на амвоне храма Богородицы Хрисокефала. Начались репрессии против враждебной новому императору аристократии, в том числе и в провинциях. Схоларии воспользовались полученной властью, устроив резню, направленную против враждебной им группировки. Вместе с Анной они убили вдову Алексея II Джияджак Джакели. По предположению Воугиоуклаки, это могло произойти по приказу императора.
Иоанн III оказался слабым и некомпетентным правителем, заинтересованным лишь в роскоши и развлечениях. Исходя из работы Никифора Григоры, он не захотел более слушать Схолариев, что воздвигли его на престол, и тратил казну на распутные деяния и на «танцовщиц и флейтисток». По словам византиниста С. П. Карпова со ссылкой на Григору, и ещё одного историка, Михаила Панарета, его поддерживал евнух Иоанн, что сторожил его отца в Лимнии. Евнуха убили перед тем, как свергнуть императора.
В годы правления Иоанна III близ Трапезунда находились силы туркоманской племенной конфедерации Ак-Коюнлу, которые осуществляли на город нападения «беспрецедентной частоты», которые греки не могли остановить из-за отсутствия сил для этого. Согласно Панарету, нашествие кочевников произошло в частности в июне 1343 года. По предположению византиниста Р. М. Шукурова, в это время император уже мог находиться в явном противостоянии со Схолариями. Год спустя глава семьи Никита заключил с отцом Иоанна Михаилом соглашение, согласно которому тот отказывался от реальной власти в пользу Схолариев в обмен на корону. Михаил согласился, и Никита, вернувшись, изгнал Иоанна в монастырь святого Саввы (где тот был помещён под византийскую охрану), а Михаила короновал императором. В ноябре 1345 оттуда Иоанна сослали в Константинополь, а затем в Адрианополь. В 1357 году Иоанн перебрался в город Синоп, а 5 лет спустя, в 1362 году он, заручившись поддержкой со стороны Генуи, захотел вернуть себе трон. откуда уже собирался совершить нападение на Трапезунд, однако скончался от чумы, не успев осуществить задуманное. Какой-то информации о его конкретной деятельности в это время в источниках нет.